# 立石トンネル
立石トンネル（たていしトンネル）は、日豊本線西屋敷～立石間の立石峠にある鉄道トンネル。
上り線の立石トンネルは延長310メートルで、同区間が1910年（明治43年）12月15日に延伸開業した当時から使われている単線トンネルである。
下り線の新立石トンネルは1966年（昭和41年）9月28日の日豊本線西屋敷～立石間の複線化にともなって建設された単線トンネルで、下り線（宮崎･鹿児島方面）のみにあり、延長は3,640メートルである。
上り線は国道10号に並走して単線時代以来の急勾配と急曲線が連続する線形に対して、新立石トンネルは直線主体の下り線専用のため、ダイヤ上では普通電車は下りの方が上りよりも1分速い。ただし、特急「ソニック」は中山香～杵築間では二ノ尾トンネルの影響で逆に上りが速くなるため、上下列車の所要時間に差はない。